# The Sims 3: Ambitions Mobile
The Sims 3: Ambitions Mobile — мобильная игра серии The Sims, созданная и выпущенная EA Mobile в двухмерном формате java для сотовых телефонов и в трёхмерной версии для мобильных платформ с операционной системой iOS. Игра представляет собой открытую виртуальную песочницу, где игрок управляет персонажем, удовлетворяет его базовые потребности, игровой процесс во многом подобен The Sims 3 Mobile с основной разницей в том, что игровой персонаж может продвигаться в одной из нескольких карьер, сам процесс работы представлен мини-играми. Также игра предоставляет усовершенствованный редактор строительства и возможность обзаводиться детьми. 
Игра в целом получила положительные оценки со стороны игровых критиков. Средняя оценка по версии агрегатора Metacritic составляет 81 балл из 100 возможных. Рецензенты похвалили игру за её множество улучшений в сравнении с The Sims 3 Mobile, утверждая, что они сумели значительно углубить опыт симуляции жизни, хотя игру нельзя назвать революционной.

## Игровой процесс
Игра начинается с того, что игрок должен создать игрового персонажа женского или мужского пола, настроить его внешность, подобрать одежду. Игра также позволяет импортировать персонажа из предыдущих мобильных игр — The Sims 3 и World Adventures.
Игровой процесс в целом подобен The Sims 3 Mobile: игрок управляет виртуальным человечком — симом, он должен постоянно удовлетворять его базовые потребности во сне, еде, туалете, гигиене, общении и досуге. Персонаж должен зарабатывать себе на жизнь и устроится на работу. Игра Ambitions вводит список новых и управляемых профессий, где игрок принимает непосредственное участие. Персонаж может работать рок-звездой, спортсменом, пожарным, шеф-поваром, художником, спортсменом, няней и другим. Посетив специальный магазин в городе, сим может купить необходимые аксессуары для работы и приобрести навыки, необходимые для конкретной работы. Шеф-повар должен обладать навыками кулинарии и работать с кастрюлями и сковородками, артисту требуется навык рисования мольберт, пожарному — пожарный гидрант и так далее. Игрок также может практиковаться с купленными предметами, например с тем же пожарным гидрантом. 
Сам процесс работы или иной деятельности представлен разными мини-играми. Если например телевизор выходит из строя, процесс его починки представлен также мини-игрой. Борьба с пожаром требует наклонять телефон для правильного направления потока воды в сторону горящих окон. 
Сим также может общаться с другими персонажами и заводить с ними дружеские, вражеские и любовные отношения. Игра вводит возможность заводить ребёнка, ухаживать за ним и растить. Воспитание ребёнка также требует правильной стратегии: игровой персонаж должен удовлетворять его базовые потребности, а также обеспечивать любовью. Тем не менее ребёнок по достижении раннего возраста перестаёт расти.
Игра также предоставила обновлённый редактор строительства, позволяющий строить дом, создавая и растягивая комнаты, а также упрощая процесс обустройства пространства, позволяя с помощью пальца перетаскивать объекты. 

### Java
В данной двухмерной версии игрок также может создать одного персонажа, чтобы затем удовлетворять его базовые потребности, а также перемещаться по городку Фамилиярвилль (англ. Familiarville). Игрок может добровольно выполнять поставленные игрой задачи. Персонаж может рисовать, ухаживать за садом, играть музыку и танцевать. Игра же подталкивает сима к работе, связанной с его текущем увеличением, а также завязывать общение с людьми, занимающимися такой же деятельностью. 

## Разработка и выход
Ambitions Mobile является усовершенствованной версией игры The Sims 3 Mobile, в частности с добавленным игровым процессом управляемых карьер, возможностью обзаводиться детьми и усовершенствованным редактором строительства. Тематика игры схожа с одноимённым дополнением к The Sims 3 — «Карьера». Тем не менее мобильная версия является самостоятельной игру, в чей состав уже встроен игровой процесс The Sims 3 Mobile. Анонс игры состоялся в июле 2010 года, а выход был запланирован на в конце этого же года для iPhone и iPod touch. Выход игры состоялся 16 сентября 2010 года. 24 сентября стало известно о предстоящем выходе игры на сотовые телефоны в формате java, выход которой был запланирован на следующей неделе. 

## Критика
| Сводный рейтинг    | Сводный рейтинг |
| Агрегатор          | Оценка          |
| ------------------ | --------------- |
| Metacritic         | 81/100          |
| Иноязычные издания |                 |
| Издание            | Оценка          |
| Slide to Play      | 100 %           |
| IGN                | 7,8/10          |
| AppSpy             | 75 %            |
| TouchGen           | [ 13 ]          |
| Pocket Gamer UK    | [ 1 ]           |

Игра в целом получила положительные оценки со стороны игровых критиков. Средняя оценка по версии агрегатора Metacritic составляет 81 балл из 100 возможных. 
Высшею оценку игре оставил критик сайта Slite to Play, заметив, что если предыдущая игра — World Adventures Mobile, несмотря на свои преимущества отвлекала игрока от симуляции жизни, то Ambitions Mobile наоборот возвращается в своим «корням» [The Sims 3 Mobile], но теперь предоставляя более обширный и разнообразный игровой процесс симуляции жизни. Критик сайта IGN также похвалил игру, назвав её отличным дополнением к франшизе The Sims для iPhone. Нововведения придают игре дополнительную глубину, в том числе и благодаря усовершенствованному интерфейсу, облегчающему отслеживание симов, включая их желания и потребности. Представитель Pocket Gamer считает, что игра не отличается своей революционностью, но делает очередной шаг в сторону того, чтобы предоставить всеобъемлющий опыт симуляции жизни. 
Критики похвалил игру за введённый игровой процесс карьер, которые не ограничиваются двумя-тремя работами, а встроенные мини-игры делают данные работы интерактивными. Другим главным преимуществом было признано введение возможности заводить и растить детей, чего так не хватало игрокам в предыдущих мобильных играх. Критик сайта Pocket Gamer счёл сами мини-игры не идеальными, обделёнными оригинальными идеями. Критики также похвалили игру за усовершенствованный редактор строительства, позволяющий даже строить общественные заведения, например ночной клуб. Критик Pocket Gamer заметил отдельно, игра выглядит лучше в том числе и благодаря множеству незаметных улучшений, таких, как например отсутствие необходимости покупать отдельные ингредиенты при готовке.
Более сдержанный отзыв оставил представитель сайта TouchGen, указав на то, что хотя игра и избавилась от некоторых глюков из World Adventures, тем не менее уже устаревший и зернистый мир даёт о себе всё больше знать, учитывая улучшение качества экрана новых iOS устройств. Тем не менее критик признался, что игра стала во многих аспектах более подробной и реалистичной в сравнении с The Sims 3 Mobile, тем не менее она скорее подойдёт игрокам, уже знакомым с вышеописанной игрой. Критик Pocket Gamer пришёл к выводу, что несмотря на множество улучшений, в целом игра остаётся всё той же The Sims 3 Mobile и поэтому не сумеет впечатлить так сильно уже опытных игроков, но её несомненно стоит опробовать новичкам.

### Java
Критик сайта Pocket Gamer, делая обзор на java-версию Ambitions заметил, что она в целом подобна The Sims 3 Mobile для java, но с рядом расширенных игровых элементов, связанных с карьерой. При этом игра чувствуется сильно ограниченной и устаревшей. Критик указал на проблему того, что постоянная необходимость удовлетворять потребности сильно отвлекает от работы и порой делает её невыполнимой. В результате игра балансирует между двумя крайностями, между жизненными максимумами и надоедливыми минимумами. Итогом того стало, что а вместо того, чтобы улучшить java-версию The Sims 3 Mobile — Ambitions наоборот обнажает её основные недостатки.